# Project Three Racing

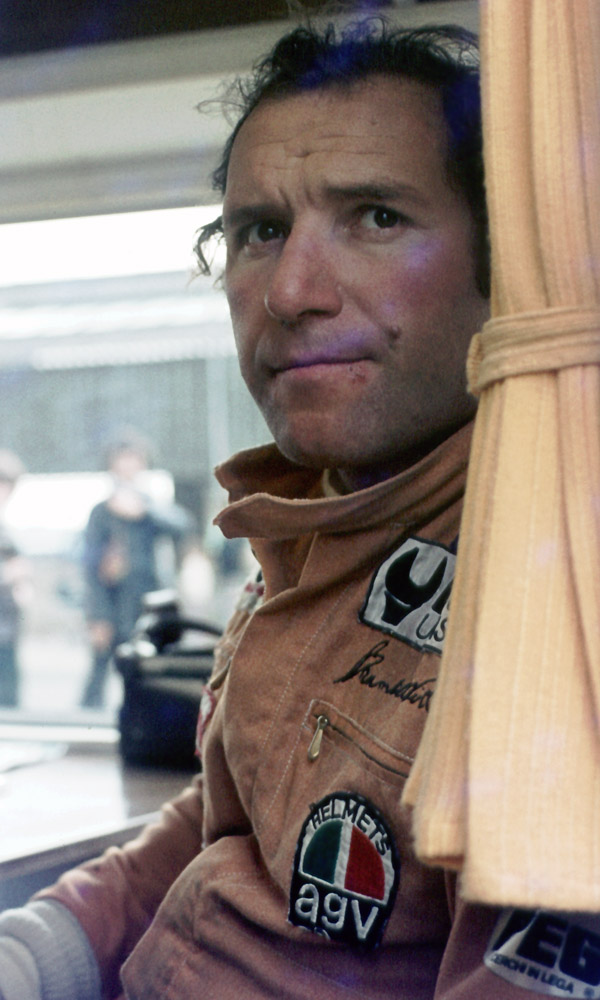
Brachte dem Team den einzigen Formel-2-Sieg: Vittorio Brambilla, der „Gorilla von Monza“

Project Three Racing war ein britischer Motorsport-Rennstall, der 1975 in der Formel-2-Europameisterschaft antrat. Gründer des Teams war Ron Dennis, der bereits seit den frühen 1970er-Jahren als Teamchef im internationalen Motorsport tätig war. Das kurzlebige Project Three war nach Rondel Racing und dem Ortega Ecuador Marlboro Team das dritte von insgesamt vier Formel-2-Projekten von Ron Dennis. Es war zugleich der Vorläufer von Project Four Racing, das sich von 1976 bis 1980 an der Formel-2-Meisterschaft beteiligte und im Herbst 1980 mit dem Formel-1-Team McLaren fusionierte.

## Hintergrund
Ron Dennis war in den 1960er-Jahren als Mechaniker für Cooper und Brabham in der Formel 1 tätig gewesen. Von 1971 bis 1973 betrieb er zusammen mit Neil Trundle das Formel-2-Team Rondel Racing, das von Motul unterstützt wurde und für die Saison 1974 den Aufstieg in die Formel 1 plante. Das Unternehmen scheiterte, als sich Motul Ende 1973 nach dem Beginn der Ölkrise kurzfristig zurückzog. Im folgenden Jahr organisierte Dennis den Formel-2-Einsatz zweier ecuadorianischer Rennfahrer, die von Philip Morris bzw. Marlboro unterstützt wurden. Mit den Einnahmen aus diesem sportlich erfolglosen, wirtschaftlich aber einträglichen Unternehmen gründete Dennis 1975 erneut einen eigenen Rennstall, den er Project Three nannte. Das Team war in Dennis’ Heimatgemeinde Woking ansässig und verfügte über drei March-752-Rennwagen, die vornehmlich für italienische Piloten eingesetzt wurden. Auch dieses Projekt endete nach nur einem Jahr. 1976 setzte Dennis sein Motorsportengagement mit dem neu gegründeten Team Project Four fort, das länger Bestand hatte.

## Renneinsätze
Project Three nahm an 13 von 14 Läufen der Formel-2-Meisterschaft 1975 teil. Nur das Auftaktrennen in Estoril wurde ausgelassen. Stammfahrer waren Sandro Cinotti und Bruno Pescia, die neun- bzw. siebenmal gemeldet wurden. Bei sechs Rennen trat außerdem Vittorio Brambilla für Project Three an, der, obwohl er bereits über Formel-1-Erfahrung verfügte, 1975 noch nicht zu den sogenannten Graded Drivers gehörte, die keine Punkte in der Formel-2-Meisterschaft sammeln konnten. Der „Gorilla von Monza“ erreichte das beste Ergebnis für das Team: Er gewann den letzten Lauf des Jahres auf dem Autodromo Vallelunga, nachdem er zuvor vielmal ausgefallen war. Cinotti und Pescia waren weniger erfolgreich: Cinotti kam nur einmal in den Punkterängen ins Ziel, Pescia gar nicht. Neben den Wagen für die italienischen Fahrer setzte Dennis häufig ein drittes Auto für wechselnde Piloten ein. Einige von ihnen wie Patrick Depailler, Ronnie Peterson oder Tim Schenken waren bereits etablierte Piloten mit Formel-1-Erfahrung, andere wie Masami Kuwashima oder Maurizio Flammini mussten sich noch einen Namen machen.

## Rennergebnisse
| Saison | Chassis       | Fahrer         | 1   | 2   | 3   | 4   | 5   | 6   | 7   | 8   | 9   | 10  | 11  | 12  | 13  | 14  | Punkte | Rang |
| ------ | ------------- | -------------- | --- | --- | --- | --- | --- | --- | --- | --- | --- | --- | --- | --- | --- | --- | ------ | ---- |
| 1975   | March 752-BMW |                | EST | THR | HO1 | NÜR | PAU | HO2 | SAL | ROU | MUG | PER | SLV | ZOL | NOG | VAL |        |      |
| 1975   | March 752-BMW | S. Cinotti     |     |     |     | 5   | DNF | DNF | 8   | DNF |     |     | DNF | DNF | 11  | DNF | 2      | 25   |
| 1975   | March 752-BMW | B. Pescia      |     |     |     |     |     | DNQ |     | DNF | DNF |     | DNF | 11  | DNF | DNF | 0      | –    |
| 1975   | March 752-BMW | V. Brambilla   |     | DNF | DNF |     |     |     | 12  |     | DNF | DNF |     |     |     | 1   | 9      | 13   |
| 1975   | March 752-BMW | R. Peterson    |     | DNF |     |     |     |     |     |     |     |     |     |     |     |     | 0      | –    |
| 1975   | March 752-BMW | P. Depailler   |     |     |     |     | 3   |     |     |     |     |     |     |     |     |     | 0      | –    |
| 1975   | March 752-BMW | M. Kuwashima   |     |     |     |     |     |     |     |     |     |     | 12  |     |     |     | 0      | –    |
| 1975   | March 752-BMW | T. Schenken    |     |     |     |     |     |     |     |     |     |     |     | DNF |     |     | 0      | –    |
| 1975   | March 752-BMW | J.-P. Jaussaud |     |     |     |     |     |     |     |     |     |     |     |     | 4   |     | 3      | 18   |
| 1975   | March 752-BMW | M. Flammini    |     |     |     |     |     |     |     |     |     |     |     |     | 12  |     | 0      | 6    |

| Legende  | Legende            | Legende                                                          |
| Farbe    | Abkürzung          | Bedeutung                                                        |
| -------- | ------------------ | ---------------------------------------------------------------- |
| Gold     | –                  | Sieg                                                             |
| Silber   | –                  | 2. Platz                                                         |
| Bronze   | –                  | 3. Platz                                                         |
| Grün     | –                  | Platzierung in den Punkten                                       |
| Blau     | –                  | Klassifiziert außerhalb der Punkteränge                          |
| Violett  | DNF                | Rennen nicht beendet (did not finish)                            |
| Violett  | NC                 | nicht klassifiziert (not classified)                             |
| Rot      | DNQ                | nicht qualifiziert (did not qualify)                             |
| Rot      | DNPQ               | in Vorqualifikation gescheitert (did not pre-qualify)            |
| Schwarz  | DSQ                | disqualifiziert (disqualified)                                   |
| Weiß     | DNS                | nicht am Start (did not start)                                   |
| Weiß     | WD                 | zurückgezogen (withdrawn)                                        |
| Hellblau | PO                 | nur am Training teilgenommen (practiced only)                    |
| Hellblau | TD                 | Freitags-Testfahrer (test driver)                                |
| ohne     | DNP                | nicht am Training teilgenommen (did not practice)                |
| ohne     | INJ                | verletzt oder krank (injured)                                    |
| ohne     | EX                 | ausgeschlossen (excluded)                                        |
| ohne     | DNA                | nicht erschienen (did not arrive)                                |
| ohne     | C                  | Rennen abgesagt (cancelled)                                      |
| ohne     | keine WM-Teilnahme |                                                                  |
| sonstige | P/fett             | Pole-Position                                                    |
| sonstige | 1/2/3/4/5/6/7/8    | Punktplatzierung im Sprint-/Qualifikationsrennen                 |
| sonstige | SR/kursiv          | Schnellste Rennrunde                                             |
| sonstige | *                  | nicht im Ziel, aufgrund der zurückgelegten Distanz aber gewertet |
| sonstige | ()                 | Streichresultate                                                 |
| sonstige | unterstrichen      | Führender in der Gesamtwertung                                   |